# Satraplatin
Satraplatin ist der erste Platin(IV)-Komplex, der für die Tumortherapie entwickelt wurde. Im Gegensatz zu den zugelassenen Platin(II)-Komplexen wie z. B. Cisplatin besitzt Satraplatin eine höhere Lipophilie, ist relativ reaktionsträge und wird in ausreichender Menge aus dem Magen-Darm-Trakt resorbiert, so dass es peroral appliziert werden kann. In klinischen Studien wurde Satraplatin bei hormonresistentem Prostatakarzinom, Eierstockkrebs und Bronchialkarzinomen untersucht, die mit Cisplatin nicht therapierbar sind. Die cytotoxische Wirkung beruht auf kovalenten Bindungen mit der DNA der Krebszellen, welche zu einem Verbleiben des Zellzyklus in der G2-Phase und evtl. zu Apoptose führen. Vor Interaktion mit der DNA wird der Platin(IV)-Komplex durch Reduktion in die aktive Platin(II)-Form überführt. Satraplatin ist somit ein Prodrug. Die Plasmahalbwertszeit beträgt 12 Stunden.
Satraplatin wurde von dem Pharmaunternehmen Agennix entwickelt.